# Bolbomyia nana
Bolbomyia nana är en tvåvingeart som beskrevs av Friedrich Hermann Loew 1862. Bolbomyia nana ingår i släktet Bolbomyia och familjen Bolbomyiidae. Inga underarter finns listade i Catalogue of Life.